# Paddock Lake, Wisconsin
Paddock Lake là một làng thuộc quận Kenosha, tiểu bang Wisconsin, Hoa Kỳ. Năm 2006, dân số của làng này là 3012 người.